# Departamento Capital (Catamarca)
Capital es un departamento de la provincia de Catamarca en Argentina. El departamento tiene una superficie de 684 km².
Administrativamente se divide en 3 distritos: Banda de Varela, El Pantanillo y San Fernando del Valle de Catamarca.

## Población
Contó con 186 947 habitantes (Indec, 2022), lo que representó un incremento del 1.4% frente a los 159 703 habitantes (Indec, 2010) del censo anterior.La cifra ubicó al departamento como el más poblado y denso de la provincia.
| Gráfica de evolución demográfica de Departamento Capital (Catamarca) entre 1991 y 2022 |
|                                                                                        |
| Fuente: Censos nacionales del INDEC                                                    |

## Localidades y parajes
| Localidades                                                                               | Parajes |
| - Barrio Bancario - San Fernando del Valle de Catamarca - El Pantanillo - Banda de Varela | - Bajo Hondo - El Calvario - El Carrizal - La Aguada - La Calera - La Sombrilla - La Viñita - Loma Cortada - Puerto Fernández |

## Sismicidad
La sismicidad de la región de Catamarca es frecuente y de intensidad baja, y un silencio sísmico de terremotos medios a graves cada 30 años en áreas aleatorias. Sus últimas expresiones se produjeron:
- 22 de septiembre de 1908 (116 años), a las 17.00 UTC-3, con 6,5 Richter, escala de Mercalli VII; ubicación 30°30′0″S 64°30′0″O / -30.50000, -64.50000; profundidad: 100 km; produjo daños en Deán Funes, Cruz del Eje y Soto, provincia de Córdoba, y en el sur de las provincias de Santiago del Estero, La Rioja y Catamarca[9]

- 3 de noviembre de 1973 (51 años), a las 14.17 UTC-3 con 5,8 Richter: además de la gravedad física del fenómeno se unió el desconocimiento absoluto de la población a estos eventos recurrentes

- 7 de septiembre de 2004 (20 años), a las 8.53 UTC-3, con una magnitud aproximadamente de 6,5 en la escala de Richter (terremoto de Catamarca de 2004)[8]